# Archidoxis magica

L'Archidoxis magica (ou en français "Les sept livres de l'Archidoxe magique") est un grimoire latin du XVIe siècle, possiblement attribué à Paracelse. Le livre traite des sceaux magiques à utiliser sur des talismans ou des amulettes.
| 37 | 78 | 29 | 70 | 21 | 62 | 13 | 54 | 5  |
| 6  | 38 | 79 | 30 | 71 | 22 | 63 | 14 | 46 |
| 47 | 7  | 39 | 80 | 31 | 72 | 23 | 55 | 15 |
| 16 | 48 | 8  | 40 | 81 | 32 | 64 | 24 | 56 |
| 57 | 17 | 49 | 9  | 41 | 73 | 33 | 65 | 25 |
| 26 | 58 | 18 | 50 | 1  | 42 | 74 | 34 | 66 |
| 67 | 27 | 59 | 10 | 51 | 2  | 43 | 75 | 35 |
| 36 | 68 | 19 | 60 | 11 | 52 | 3  | 44 | 76 |
| 77 | 28 | 69 | 20 | 61 | 12 | 53 | 4  | 45 |

## Histoire
Il a été imprimé pour la première fois en 1591 par Johannes Huser de Bâle comme faisant partie du dixième et dernier volume des œuvres complètes de Paracelse. Cependant, même à cette époque, l'éditeur exprima des doutes quant au fait que le texte soit véritablement de Paracelse.
Cette œuvre, est la seule qui affirme la réputation de Paracelse comme magicien. En effet, alors qu'il a publié des ouvrages sur l'astrologie et la divination, il n'y a aucune preuve fiable qu'il s'intéressait à la magie talismanique. Wolfgang Schneider (1982) a comparé toutes les versions manuscrites et imprimées existantes avec un manuscrit ancien redécouvert à son époque. Sa conclusion est que la paternité paracelsienne semble "moins improbable" qu'on ne le pensait auparavant, car la date de rédaction originale correspondrait aux dates de vie de Paracelse (décédé en 1541). Selon Schneider, les quatre premiers livres (I : Des sceaux et des onguents, II : Des sceaux des douze Signes du zodiaque, III : Des troupeaux. Contre les mouches, IV : De la transmutation des métaux, et des époques) seraient attribuables à Paracelse et dateraient de 1526. Ils pourraient avoir été contemporains de l'ouvrage de Paracelse: Neun Bücher Archidoxis (en français : Les neuf livres de l'Archidoxe), un ouvrage sur la médecine écrit vers 1526 et imprimé pour la première fois en 1567). En revanche, Schneider attribue les trois livres suivants (V : De la constellation du miroir magique, VI : De l’alliage des métaux, VII : Des sceaux des planètes) à Gérard Dorn (1570).
La Petite Clé de Salomon, un grimoire du milieu du XVIIe siècle, est essentiellement basée sur l'Archidoxis magica.

## Traductions
En français, nous devons la première traduction à Marc Haven (24 décembre 1868 - 31 août 1926, de son vrai nom Emmanuel Lalande), médecin et un occultiste français qui fit publier la première version française en 1909 sous le titre Les sept livres de l'Archidoxe magique.
Il a été traduit en anglais par R. Turner en 1656, sous le titre Of the Supreme Mysteries of Nature. Le texte de Turner est en trois parties, The Secrets of Alchemy (pp. 1 – 28), Of Occult Philosophy (pp. 29 – 90), Of the Mysteries of the Signes of the Zodiack (pp. 91 – 158), suivi d'un court texte sur la transmutation des métaux.
- Traduction en français: Marc Haven, Les sept livres de l'Archidoxe magique / Paracelse, 1909, réédité en 1983, Paris : Bussière, Consultable en ligne
- En haut allemand: Joh. Huser (éd. ), Zehender Theil der Bücher und Schrifften [. . . ] Paracelse , Bâle (1591), 319 – 359.
- Traduction en anglais: Robert Turner, Paracelsus, Of the Supreme Mysteries of Nature (1656, fac-similé de la Bibliothèque du Congrès ; réimpressions : Askin Publishers & Samuel Weiser, 1975 ; Ibis Publishing 2004).